# Orhan Gencebay

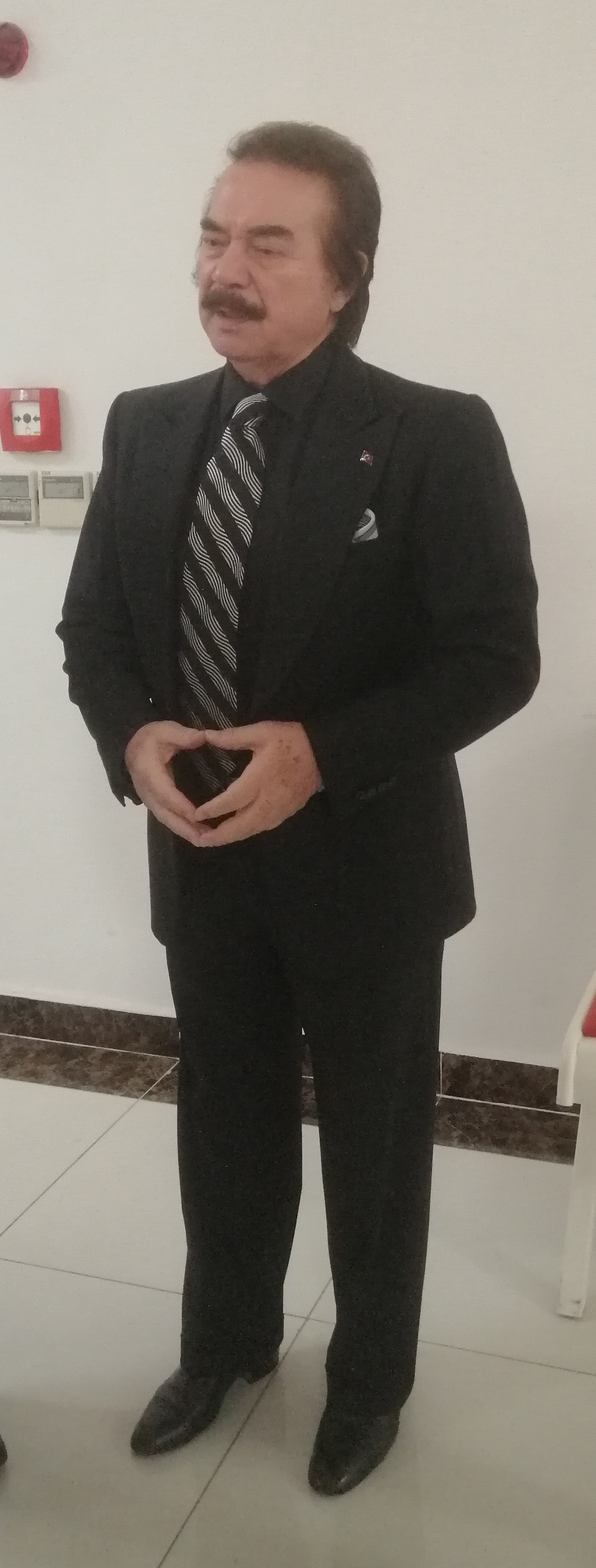
Orhan Gencebay 2023

Orhan Gencebay é um cantor turco. Já vendeu mais de 60 milhões de cópias em todo mundo.